# 海泡龙属
海泡龍（學名：Aphrosaurus）意為「海面泡沫蜥蜴」，是蛇頸龍亞目的一屬，生存於白堊紀晚期。模式種是A. furlongi，是在1940年命名。

## 外部連結
- Aphrosaurus （页面存档备份，存于） in the Paleobiology Database
- Aphrosaurus in the Plesiosaur Site